# خير أباد (ساوجبلاغ)
خير أباد هي قرية في مقاطعة ساوجبلاغ، إيران. يقدر عدد سكانها بـ 205 نسمة بحسب إحصاء 2016.